# ∂
| ∂                        | ∂                     |
| Mathematische Zeichen    | Mathematische Zeichen |
| Arithmetik               | Arithmetik            |
| ------------------------ | --------------------- |
| Pluszeichen              | +                     |
| Minuszeichen             | −, ⁒                  |
| Malzeichen               | ⋅, ×                  |
| Geteiltzeichen           | :, ÷, /               |
| Plusminuszeichen         | ±, ∓                  |
| Vergleichszeichen        | <, ≤, =, ≥, >         |
| Wurzelzeichen            | √                     |
| Prozentzeichen           | %                     |
| Analysis                 |                       |
| Summenzeichen            | Σ                     |
| Produktzeichen           | Π                     |
| Differenzzeichen, Nabla  | ∆, ∇                  |
| Prime                    | ′                     |
| Partielles Differential  | ∂                     |
| Integralzeichen          | ∫                     |
| Verkettungszeichen       | ∘                     |
| Unendlichzeichen         | ∞                     |
| Geometrie                |                       |
| Winkelzeichen            | ∠, ∡, ∢, ∟            |
| Senkrecht, Parallel      | ⊥, ∥                  |
| Dreieck, Viereck         | △, □                  |
| Durchmesserzeichen       | ⌀                     |
| Mengenlehre              |                       |
| Vereinigung, Schnitt     | ∪, ∩                  |
| Differenz, Komplement    | ∖, ∁                  |
| Elementzeichen           | ∈                     |
| Teilmenge, Obermenge     | ⊂, ⊆, ⊇, ⊃            |
| Leere Menge              | ∅                     |
| Logik                    |                       |
| Folgepfeil               | ⇒, ⇔, ⇐               |
| Allquantor               | ∀                     |
| Existenzquantor          | ∃                     |
| Konjunktion, Disjunktion | ∧, ∨                  |
| Negationszeichen         | ¬                     |

Das ∂ (sprich: Del) ist ein mathematisches Symbol, das hauptsächlich für die partielle Ableitung {\displaystyle {\tfrac {\partial }{\partial x}}} und das partielle Differential {\displaystyle \partial f} benutzt wird. Es hat die Unicodenummer U+2202.

## Namen
Der geläufigste Name des ∂ ist Del, was allerdings im Englischen auch den Nabla-Operator bezeichnet. Daher gibt es weitere Namen für das Symbol, u. a. partielles d, im Englischen Dabba oder Jacobidelta, sowie einfach d. Dann ist es allerdings sprachlich nicht mehr von der totalen Ableitung zu unterscheiden.

## Verwendungsgeschichte
So wie das Integralzeichen eine spezielle Form des langen s darstellt, ist das ∂ eine spezielle kursive Schreibweise des ds. Zuerst verwendet wurde es 1770 vom französischen Mathematiker Nicolas de Concordet als Symbol für das partielle Differential.

„Dans toute la suite de ce Memoire, dz & ∂z désigneront ou deux differences partielles de z, dont une par rapport a x, l'autre par rapport a y, ou bien dz sera une différentielle totale, & ∂z une difference partielle.“

„Im weiteren Verlauf dieser Abhandlung bezeichnen dz & ∂z entweder zwei partielle Differentiale von z, davon einer in Bezug auf x, der andere in Bezug auf y, oder dz ist ein Gesamtdifferential & ∂z ein partielles Differential.“

Adrien-Marie Legendre verwendete es 1786 erstmals für die partielle Ableitung.

„Pour éviter toute ambiguité, je représenterai par ∂u/∂x le coefficient de x dans la différence de u, & par du/dx la différence complète de u divisée par dx.“

„Um Mehrdeutigkeiten zu vermeiden, werde ich durch ∂u/∂x den Koeffizienten von x im Differential von u & durch du/dx das totale Differential von u geteilt durch dx darstellen.“

Legendre stellte die Verwendung später ein. Carl Gustav Jacob Jacobi nahm sie 1841 wieder auf und verbreitete das ∂ weitreichend.

„Sed quia uncorum accumulatio et legenti et scribenti molestior fieri solet, praetuli characteristica d differentialia vulgaria, differentialia autem partialia characteristica ∂ denotare.“

„Da jedoch die Anhäufung von Haken für das Lesen und Schreiben noch mühsamer ist, bevorzuge ich die üblichen d charakteristisch für gewöhnliche Differentiale, für partielle Differentiale ist charakteristisch ∂ angegeben.“

## Anwendungen
{\displaystyle {\frac {\partial f}{\partial x}}={\frac {\partial f(x,y)}{\partial x}}={\frac {\partial }{\partial x}}f(x,y)} ist die partielle Ableitung von {\displaystyle f} nach {\displaystyle x}. Man braucht sie, wenn eine multivariable Funktion nach einer Variablen differenziert werden soll, um anzugeben, nach welcher.
{\displaystyle {\frac {\partial \mathbf {f} }{\partial \mathbf {x} }}={\frac {\partial (f_{1},f_{2},\cdots ,f_{m})}{\partial (x_{1},x_{2},\cdots ,x_{n})}}={\begin{pmatrix}{\cfrac {\partial f_{1}}{\partial x_{1}}}&\cdots &{\cfrac {\partial f_{1}}{\partial x_{n}}}\\\vdots &\ddots &\vdots \\{\cfrac {\partial f_{m}}{\partial x_{1}}}&\cdots &{\cfrac {\partial f_{m}}{\partial x_{n}}}\end{pmatrix}}}
nennt man die m×n-Jacobimatrix von {\displaystyle f} nach {\displaystyle x} (Matrix der partiellen Ableitungen der von n Variablen abhängigen m-dimensionalen Funktion {\displaystyle f}).
Neben partieller Ableitung, partiellem Differential und Jacobimatrix wird das ∂ auch in der Topologie als Rand einer Menge, in der homologischen Algebra als Grenzoperator in einem Kettenkomplex oder einer DG-Algebra und in der Dolbeault-Kohomologie als das komplex Konjugierte des Dolbeault-Operators über einer komplexen Differentialform verwendet. In der Linguistik benutzt man das ∂ für Präsuppositionen eines Satzes.

## Kodierung
| Zeichen | Unicode  | Unicode                                                  | Bezeichnung                                               | HTML        | HTML      | HTML    | LaTeX             |
| Zeichen | Position | Bezeichnung                                              | Bezeichnung                                               | hexadezimal | dezimal   | benannt | LaTeX             |
| ------- | -------- | -------------------------------------------------------- | --------------------------------------------------------- | ----------- | --------- | ------- | ----------------- |
| ∂       | U+2202   | partial differential                                     | Partielles Differential                                   | &#x2202;    | &#8706;   | &part;  | \partial          |
| 𝛛       | U+1D6DB  | mathematical bold partial differential                   | Mathematische fette partielle Ableitung                   | &#x1D6DB;   | &#120539; |         | \mbfpartial       |
| 𝜕       | U+1D715  | mathematical italic partial differential                 | Mathematische kursive partielle Ableitung                 | &#x1D715;   | &#120597; |         | \mitpartial       |
| 𝝏       | U+1D74F  | mathematical bold italic partial differential            | Mathematische fettkursive partielle Ableitung             | &#x1D74F;   | &#120655; |         | \mbfitpartial     |
| 𝞉       | U+1D789  | mathematical sans-serif bold partial differential        | Mathematische serifenlose fette partielle Ableitung       | &#x1D789;   | &#120713; |         | \mbfsanspartial   |
| 𝟃       | U+1D7C3  | mathematical sans-serif bold italic partial differential | Mathematische serifenlose fettkursive partielle Ableitung | &#x1D7C3;   | &#120771; |         | \mbfitsanspartial |